# Carex bichenoviana
Espèce
Classification phylogénétique
Carex bichenoviana est une espèce de plantes du genre Carex et de la famille des Cyperaceae.